# Omikron Pavonis
Omikron Pavonis är en pulserande variabel av halvregelbunden typ (SRB) i Påfågelns stjärnbild.
Stjärnan varierar mellan visuell magnitud +5,00 och 5,10 med en period av 228,3 dygn. Den befinner sig på ett avstånd av ungefär 2000 ljusår.